# Metzer Kantone
Die Metzer Kantone  sind französische Wahlkreise im Arrondissement Metz, im Département Moselle und in der Region Grand Est. Insgesamt wird die Stadt Metz in vier Kantone eingeteilt. 
Die Kantone bestehen jeweils aus einem Teil der Stadt Metz.
Die Kantone in Metz sind zusammen 42,00 km² groß und hatten 123.776 Einwohner (Stand 1999). 
| Kanton       | Einwohner | Vertreter im Generalrat          | Früherer Code Insee |
| ------------ | --------- | -------------------------------- | ------------------- |
| Metz-Ville-1 | 32.186    | Dominique Gros (seit 1998)       | 5717                |
| Metz-Ville-2 | 45.722    | Denis Jacquat (seit 2011)        | 5718                |
| Metz-Ville-3 | 37.962    | Nathalie Griesbeck (seit 1988)   | 5719                |
| Metz-Ville-4 | 34.446    | Jean-Michel Toulouze (seit 2008) | 5746                |

## Bevölkerungsentwicklung
| 1962    | 1968    | 1975    | 1982    | 1990    | 1999    | 2004    |
| ------- | ------- | ------- | ------- | ------- | ------- | ------- |
| 102.771 | 107.537 | 111.869 | 114.232 | 119.594 | 123.776 | 124.300 |